# ويليام ك. ستريت
ويليام ك. ستريت (بالإنجليزية: William C. Street)‏ هو سياسي أمريكي، ولد في 7 أغسطس 1816 في نوروولك في الولايات المتحدة، وتوفي في 7 أبريل 1893. حزبياً، نشط في الحزب الجمهوري. وقد انتخب عضو مجلس ولاية كونيتيكت وانتخب عضو مجلس نواب كونيتيكت.